# Bredegletsjer
De Bredegletsjer is een gletsjer in de gemeente Sermersooq in het oosten van Groenland. Het is een van de gletsjers op de noordoostkust van het Geikieplateau die uitkomen op Kangertittivaq (Scoresby Sund). Richting het oosten ligt de Solgletsjer en richting het zuidwesten ligt de Sydgletsjer.
De Bredegletsjer heeft een lengte van meer dan 25 kilometer en een breedte van meer dan vier kilometer.